# Djibouti i olympiska sommarspelen 2000
Djibouti deltog i de olympiska sommarspelen 2000 med en trupp bestående av två deltagare, en man och en kvinna, men ingen av landets deltagare erövrade någon medalj.

## Friidrott
Herrarnas maraton
- Daher Gadid Omar
  1. Final - DNF

Damernas 800 meter
- Roda Ali Wais
  1. Omgång 1 - 02:31.71 (gick inte vidare)